# アウト・エスポルテ・クルーベ (ピアウイ州)
アウト・エスポルテ・クルーベ (ポルトガル語: Auto Esporte Clube) は、ブラジル・ピアウイ州テレジーナにホームを置くサッカークラブである。ブラジルには同名のクラブが複数存在するため、アウト・エスポルテ-PI (Auto Esporte-PI) と表記されることがある。
カンピオナート・ピアウイエンセ（ピアウイ州選手権）に1度、優勝、セリエAに1度、参戦した経験がある。

## 歴史
1951年5月1日に自営業の自動車運転手たちによって創設された。1983年にカンピオナート・ピアウイエンセ（ピアウイ州選手権）に優勝した。1984年にカンピオナート・ブラジレイロ・セリエAに参加し、プレーオフでジョインヴィレECに敗れた。

## タイトル
- カンピオナート・ピアウイエンセ：1回
  - 1983